# Vanessa Haim
Vanessa Haim (* 1. Mai 1997 in Landsberg am Lech) ist eine deutsche Fußballspielerin.

## Karriere
Haim begann im Alter von fünf Jahren in der Gemeinde Igling im oberbayerischen Landkreis Landsberg am Lech beim dort ansässigen Mehrspartensportverein SV Igling mit dem Fußballspielen. Innerhalb des Landkreises war sie anschließend von 2008 bis 2012 für den VfL Kaufering aktiv, danach spielte sie zwei Jahre lang in der B-Jugendmannschaft des FC Bayern München.
Von 2014 bis 2019 kam sie in 110 Punktspielen in der drittklassigen Regionalliga Süd für den FC Ingolstadt 04 zum Einsatz, in denen sie 22 Tore erzielte. Ihr Debüt im Seniorinnenbereich gab sie am 7. September 2014 (1. Spieltag) beim 1:1-Unentschieden im Heimspiel gegen Eintracht Frankfurt. In den restlichen 21 Saisonspielen erzielte sie sieben Tore, wobei sie am 14. September 2014 (2. Spieltag) beim 2:2-Unentschieden im Auswärtsspiel gegen den FV Löchgau in der 65. Minute zum 1:1 ausglich. Am Saisonende 2018/19 wurde die regionale Meisterschaft errungen, gleichbedeutend mit dem Aufstieg in die 2. Bundesliga. In dieser Spielklasse bestritt sie bis zum Saisonende 2022/23 76 Punktspiele, in denen sie zehn Tore erzielte. Während ihrer Vereinszugehörigkeit wurde sie in den letzten drei Saisonen jeweils zweimal im Wettbewerb um den DFB-Pokal eingesetzt.
Zur Saison 2023/24 wurde sie vom Bundesligaaufsteiger 1. FC Nürnberg als erster Neuzugang verpflichtet.
Zur Saison 2024/25 wurde sie vom Bundesligisten Bayer 04 Leverkusen verpflichtet und mit einem bis zum 30. Juni 2026 datierten Vertrag ausgestattet.

## Erfolge
- Zweiter 2. Bundesliga 2023 und Aufstieg in die Bundesliga (mit dem 1. FC Nürnberg)
- Meister Regionalliga Süd 2019 und Aufstieg in die 2. Bundesliga (mit dem FC Ingolstadt 04)